# محطة محولات شرق سوهاج
محطة محولات شرق سوهاج هي محطة تحويل تيار معزولة بالغاز، تقع في أخميم الجديدة في محافظة سوهاج. تعتبر من أكبر محطات الكهرباء في صعيد مصر.

## المواصفات
تم إنشاء محطة محولات شرق سوهاج على مساحة 122 ألفا و500 متر مربع، وتعمل بجهد 500/220/66 / 22 ك. ف سعة (2 * 750 + 3 * 175 + 2 * 40 م.ف.أ). بتكلفة بلغت 199 مليون جنيه + 25،5 مليون دولار، وتربط بين محطتي شرق أسيوط 500 ك.ف، ومحطة شرق قنا 500 ك.ف.

## الأهداف
يتمثل أهداف المشروع في خدمة التنمية والتوسعات المستقبلية وتوفير احتياجات المدن الجديدة بصعيد مصر، كما ستتولى هذه الشبكة نقل الكهرباء المولدة من محطتى البرلس ومحطة غياضة لنجع حمادى، لضمان شبكة كهرباء قوية بدون انقطاع التيار.

## أنظر أيضاً
- محطة محولات قنا الجديدة